# Ichirō Onoe
Ichirō Onoe (jap. 尾上 一朗, Onoe Ichirō; * 1957 in der Präfektur Tokio) ist ein japanischer Jazzmusiker (Schlagzeug).

## Leben und Wirken
Ichirō Onoe studierte Schlagzeug am Berklee College of Music in Boston; dort entstanden auch Aufnahmen mit dem Fusiongitarristen Alex Merck. Er arbeitete anschließend in der amerikanischen Jazzszene, u. a. mit Bobby Few, Ricky Ford, Frank Lacy, Peter King, Andy Narell, Manolo Badrena, Nick Decaro, Norman Simmons, Makoto Ozone, Ron Carter, außerdem als Begleitmusiker der Sänger Yasuko Agawa und Joe Lee Wilson. Mitte der 90er-Jahre spielte er in Japan mit Tatsuya Sato, Chiaki Ogasawara, Yuichi Ohtsuka, später in der Kenichi Tsunoda Big Band, bevor er nach Frankreich zog, wo er seitdem lebt. Dort spielte er u. a. mit Jacques Pellen, Bruno Angelini/Riccardo Del Fra, mit Philippe Le Baraillec (Invisible Wound, Involved), im Idris Ackamoor Paris Quartet (The Periphery of the Periphery (2014), mit Rasul Siddik) und mit Bobby Few. Außerdem begleitete er die Sängerinnen Mina Agossi, Fredrika Stahl und Jane Birkin. Im Bereich des Jazz war er laut Tom Lord zwischen 1983 und 2011 an 18 Aufnahmesessions beteiligt. 2014 legte er sein Debütalbum Wind Child (Promised Land) vor, das er mit seinem Quartett, zu dem Mátyás Szandai (Bass), Ludovic Allainmat (Piano) und Geoffrey Secco (Tenorsaxophon) gehören, eingespielt hatte; in gleicher Besetzung folgte 2018 das Album Miyabi.